# Hans Lampalzer
Johann Franz „Hans“ Lampalzer (* 9. August 1927 in Atzgersdorf, heute Stadtteil von Wien; † 30. Juli 1990 in Neunkirchen) war ein österreichischer Lehrer, Dichter und Schriftsteller. Er wirkte unter anderem als Abteilungsvorsteher an der Pädagogischen Akademie des Bundes in Niederösterreich in Baden bei Wien.

## Leben
Johann „Hans“ Lampalzer wuchs in Neunkirchen auf, wo sein Vater Beamter im Fürsorgewesen war. Nach dem Besuch der der Hauptschule trat er 1941 in die Staatliche Lehrerbildungsanstalt in Wiener Neustadt ein. Unterbrochen wurde die Ausbildung 1944 durch den Reichsarbeitsdienst in Polen, durch den Dienst in der Deutschen Kriegsmarine in Stralsund und Flensburg – zuletzt als Seekadett – sowie durch britische Internierung in Ostfriesland. Nach der Rückkehr 1946 schloss er die begonnene Ausbildung ab und erhielt nach dem Abiturientenkurs das Zeugnis der Reife für Volksschulen (so der Originalwortlaut, meint Reife zur Verwendung als Volksschullehrer). Mit Beginn des Schuljahres 1946/47 bekam er eine Anstellung als Lehrer an der Volksschule in Edlitz, ab 1947 an der dortigen Hauptschule. 1948 legte er die Lehrbefähigungsprüfung für Volksschulen ab, 1952 für Hauptschulen. Von 1955 bis 1963, neben der Berufsausübung, belegte er ein Studium der Staatswissenschaften an der Rechtswissenschaftlichen Fakultät der Universität Wien; es folgte 1963 die Promotion zum Dr. rer. pol. Er war katholisch und heiratete 1959 Friederike Sommer. Im selben Jahr wurde sein erster Sohn Thomas geboren.
Von 1965 bis 1968 war er Lehrer an der Hauptschule in Pottschach. Lebensmittelpunkt der Familie war Wimpassing im Schwarzatale. 1968 folgte die Geburt der Zwillingssöhne Hans und Hermann Lampalzer. Von 1968 bis zur Pensionierung 1987 war er  Fach- bzw. Abteilungsvorstand und Leiter der Übungsvolksschule an der Pädagogischen Akademie des Bundes in Niederösterreich, später Pädagogische Hochschule Niederösterreich, in Baden bei Wien. Seit 1978 führte er den Titel Oberstudienrat; Professor. Als Volks- und Erwachsenenbildner widmete sich Hans Lampalzer besonders seiner engeren Heimat. Darüber hinaus wirkte er in Vereinigungen, teils in Vorstandsfunktionen, von denen einige unten angeführt sind. Das literarische Werk von Hans Lampalzer umfasst neben den unten genannten ausgewählten Arbeiten eine Reihe von Fachveröffentlichungen, unter anderem in der  Kulturzeitschrift morgen.
Langjährige Freundschaften unterhielt Hans Lampalzer mit den Schriftstellern  Friedrich Heller, György Sebestyén und Franz Richter sowie mit dem Architekten  Peter Schmid. Der Familienwohnsitz in Wimpassing im Schwarzatale geht auf einen Entwurf des zuletzt genannten zurück.
Hans Lampalzer ist auf dem Friedhof Grafenbach-St. Valentin im Familiengrab beigesetzt.

## Mitgliedschaften (Auswahl)
- Niederösterreichisches Bildungs- und Heimatwerk (als Landesvorsitzender und Stellvertreter)
- Niederösterreichischer Kultursenat
- Arbeitsgemeinschaft Literatur im Niederösterreichischen Bildungs- und Heimatwerk (NÖBHW), Leiter von 1975 bis 1986
- Österreichischer PEN-Club

## Auszeichnungen
- 1967: Österreichisches Sport- und Turnabzeichen in Gold, 1. Klasse. Verliehen vom Bundesministerium für Unterricht
- 1968: Förderungspreis des Landes Niederösterreich für besondere Leistungen auf dem Gebiete der Dichtkunst
- 1973: Silbernes Ehrenzeichen für Verdienste um die Republik Österreich
- 1978: Kultur- und Förderungspreis der Stadt Baden für hervorragende Leistungen auf dem Gebiete der Literatur
- 1979: Goldenes Ehrenzeichen für Verdienste um das Bundesland Niederösterreich
- 1979: Sonderpreis KÖLA (Klub österreichischer Literaturfreunde Amateurschriftsteller[2]) für Prosa
- 1982: Preis der Stadt Pölten für Kurzmemoiren
- 1984: Ehrenring des Niederösterreichischen Bildungs- und Heimatwerks (NÖBHW)
- 1984: Österreichisches Ehrenkreuz für Wissenschaft und Kunst
- 1984: George-Orwell-Preis, 3. Preis, ausgeschrieben vom Niederösterreichischen Kulturforum gemeinsam mit der Zeitschrift das pult
- 1986: Franz-Stangler-Gedächtnispreis des Landes Niederösterreich für Erwachsenenbildung

## Posthume Ehrungen
- 1991: Der Dr.-Hans-Lampalzer-Hof im Areal der Hauptschule später Neue Mittelschule in Edlitz wird eröffnet.[3]
- 1992: Das Lampalzer-Literaturforum Edlitz wird gegründet (siehe auch Hans Lampalzer - Literaturforum Marktgemeinde Edlitz).
- 2014: Die Dr.-Hans-Lampalzer-Gasse ⊙ in Wimpassing im Schwarzatale wird benannt.

## Literarisches Werk (Auswahl)
- Vermißt. Dramatische Studie in fünf Akten. 1966.[4]
- Gedichte ohne Titel. Weilburg Verlag, Baden bei Wien 1970.[5]
  - Neuausgabe: Gedichte ohne Titel. Herausgegeben vom Dr. Hans Lampalzer Literaturkreis Edlitz/NÖ. Literatur Niederösterreich, 2013.[6]
- Reise nach Felizitanien oder Meine kleine Contessa. Österreichische Verlagsanstalt, Wien 1974.[7]
- als Hrsg.: Dichtung aus Niederösterreich. 1978.
- Nachlese. Texte eines Dichters. Weilburg Verlag, Wiener Neustadt 1986.[8]
- Karl k. u. k. 1917. Hörspiel. Verlag Grasl, Baden bei Wien 1986.[9]
- Auslese. Lyrik – Epik – Dramatik. Verlag Niederösterreichisches Pressehaus, St. Pölten 1977.[10]
- österr mini umdenk 2000. Einreichung zur Teilnahme an der Ausschreibung zum George-Orwell-Preis.
- als Hrsg.: Leopold III. und die Babenbergerzeit. Beitrag zur 500-Jahr-Feier der Heiligsprechung. Niederösterreichisches Bildungs- und Heimatwerk, Wien 1985.[11]
- Kronprinz ohne Zukunft. In: Johannes Twaroch (Hrsg.): Literatur aus Österreich. Heft 219, Jahrgang 37. merbod Verlag. Wiener Neustadt August 1992, S. 81–85.[12]